# 테오도로슈미트
테오도로슈미트(스페인어: Teodoro Schmidt)는 칠레 아라우카니아 주 카우틴 현의 코무나이다.